# Yannick Seigneur
Yannick Seigneur (Paris, 24 de maio de 1941 - Passy, 28 de novembro de 2001) foi um guia de alta montanha e alpinista francês, considerado como um dos mais brilhantes da sua geração. Fez mais de 500 novas vias e foi o primeiro francês a ter subido três montanhas com mais de 8000 metros.

## Biografia
Passa os dez primeiros anos da sua vida em Paris onde o pai fazia mudanças - como muitos alto-saboianos da época - e o verão com o seu avô agricultor em Megève. Aos seus dez anos a família volta para Megève, e aos 18 anos Yannick tira um curso no 
Institut national des sciences appliquées de Lyon. Grande desportista, campeão universitário de França em atletismo, descobre o alpinismo com amigos como Jean-Paul Paris, e em 1965 obtém o diploma francês de guia de alta montanha.

## Ascensões
- 1966 - Primeira invernal do esporão de l'EHM da face Norte da aiguille du Midi com Michel Feuillarade, em 9 de janeiro
- 1967 - Integral invernal das arestas de Peuterey com Michel Feuillarade
- 1971 - Pilar ocidental do Makalu, 8463 m), a sua mais bela realização, com o seu «grand-frère» e chefe de expedição Robert Paragot.
- 1974 - Invernal da direta de l'Amitié, na face Norte das Grandes Jorasses, ponta Whymper, 4184 m  com Marc Galy, Michel Feuillarade e Louis Audoubert, em 16 dias de escalada
- 1974 - Primeira do Tawesche com o clarinetista Jean-Christian Michel, médico da expedição, o que lhe vale uma longa impossibilidade de voltar ao Nepal
- 1975 - Gasherbrum II por uma nova via, com Marc Batard
- 1978 - Broad Peak com Georges Bettembourg
- 1979 - Chefe da expedição nacional francesa do K2 pela aresta sul-sudeste, mas mais tarde consegue vencê-la pela face sul
- Face Norte do Everest
- 1982 - Vertentet Rupal do Nanga Parbat, onde escapa a uma avalanche